# Equimititla
Equimititla är en ort i Mexiko.   Den ligger i kommunen Zoquitlán och delstaten Puebla, i den sydöstra delen av landet, 260 km sydost om huvudstaden Mexico City. Equimititla ligger 1 613 meter över havet och antalet invånare är 101.
Terrängen runt Equimititla är bergig åt nordost, men åt sydväst är den kuperad. Runt Equimititla är det ganska tätbefolkat, med 72 invånare per kvadratkilometer. Närmaste större samhälle är Tecpantzacoalco, 17,0 km nordväst om Equimititla. I omgivningarna runt Equimititla växer i huvudsak blandskog.